# Артьом Микоян
Артьом Иванович Микоян (на арменски: Արտյոմ (Артьом) Հովհաննեսի Միկոյան или Անուշավան Հովհաննեսի Միկոյան, Анушаван Ованес Микоян; на руски: Артём Ива́нович Микоя́н) (р. стар стил: 23 юли 1905) е съветски авиоконструктор от арменски произход. Съвместно с Михаил Гуревич създава някои от известните военни самолети „МиГ“. Брат е на известния съветски комунист и министър Анастас Микоян.

## Ранен живот и кариера
Роден в Санаин, тогава в Руската империя, сега Лори, Армения, което е на 100 километра през Кавказ до родното място на Йосиф Сталин. 
Завършва основното си образование и започва работа като оператор на машина в Ростов, после работи във фабриката „Динамо“ в Москва, преди да бъде повикан на редовна служба в армията. След като си изслужва времето се присъединява към военновъздушната академия Жуковски, където създава първия си самолет при завършването си през 1937 г. Работи с Поликарпов преди да бъде назначен за директор на ново бюро за дизайн на самолети през декември 1939. Заедно с Гуревич, Микоян формира бюрото Микоян-Гуревич, създавайки серия от бойни самолети. През март 1942 бюрото е преименувано на ОКБ МиГ, АНПК МиГ (Авиационно научно-производствен комплекс) и ОКО МиГ. МиГ-1 се оказва лош старт, МиГ-3 не е използван правилно, а МиГ-5, МиГ-7 и МиГ-8 се оказват успешни прототипи.
От 1952 Микоян създава също и ракетни системи подходящи за самолетите му като известния МиГ-21. Той продължава да конструира добре представящи се изтребители през 50-те и 60-те. Два пъти е награждаван с най-високия цивилен медал, Герой на социалистическия труд и е депутат в шест Върховни съвета на Съветския съюз. След смъртта на Микоян името на бюрото е сменено от Микоян-Гуревич на Микоян. Погребан е в гробището Новодевичи в Москва.